# Auchy-la-Montagne
Auchy-la-Montagne est une commune française située dans le département de l'Oise, en région Hauts-de-France.

## Géographie

### Description

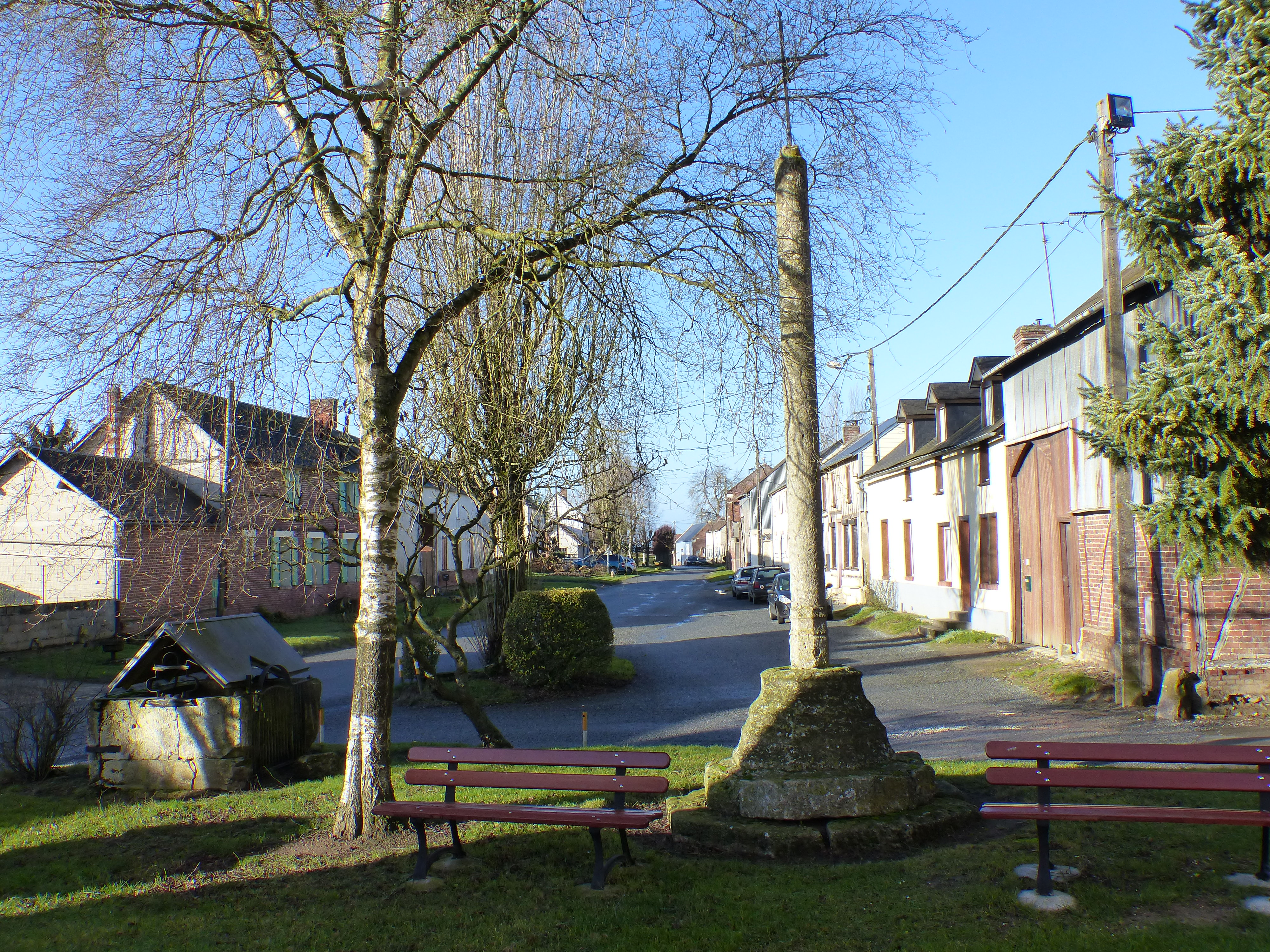
Ambiance du village : le rue Yves-Maréchal

Auchy-la-Montagne est un village périurbain du Beauvaisis dans l'Oise situé à 5 km au sud-est de Crèvecœur-le-Grand, 16 km au nord de Beauvais et à 38 km au sud-ouest de Amiens.

### Communes limitrophes
|         |                   | Francastel |
| Rotangy | Auchy-la-Montagne |            |
|         | Luchy             |            |

### Hydrographie
La commune est située dans le bassin Seine-Normandie. Elle n'est drainée par aucun cours d'eau,.

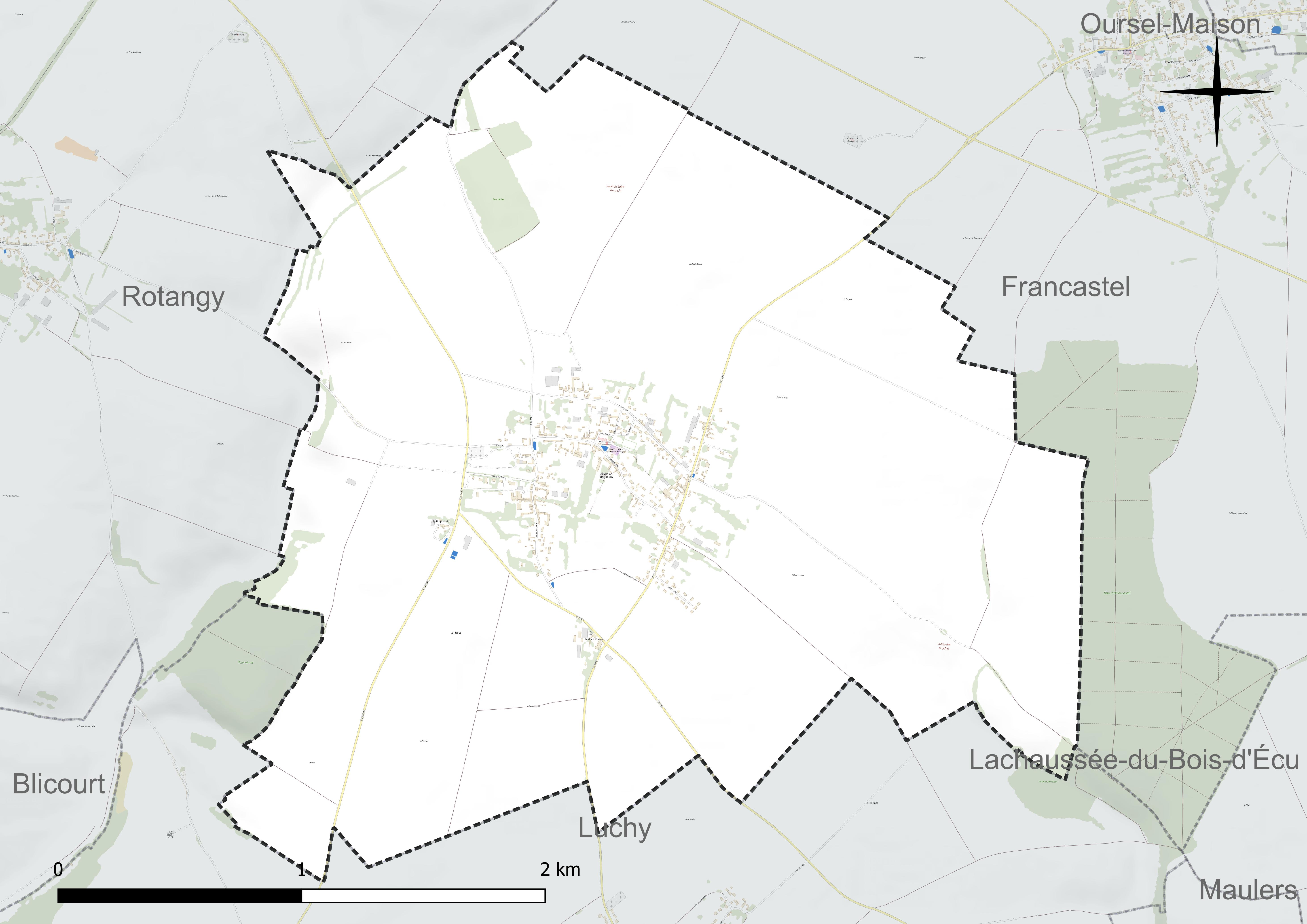
Réseau hydrographique d'Auchy-la-Montagne.

### Climat
Pour des articles plus généraux, voir Climat des Hauts-de-France et Climat de l'Oise.
En 2010, le climat de la commune est de type climat océanique dégradé des plaines du Centre et du Nord, selon une étude du CNRS s'appuyant sur une série de données couvrant la période 1971-2000. En 2020, Météo-France publie une typologie des climats de la France métropolitaine dans laquelle la commune est exposée à un climat océanique et est dans la région climatique Nord-est du bassin Parisien, caractérisée par un ensoleillement médiocre, une pluviométrie moyenne régulièrement répartie au cours de l'année et un hiver froid (3 °C).
Pour la période 1971-2000, la température annuelle moyenne est de 10 °C, avec une amplitude thermique annuelle de 14,2 °C. Le cumul annuel moyen de précipitations est de 773 mm, avec 12,2 jours de précipitations en janvier et 8,2 jours en juillet. Pour la période 1991-2020, la température moyenne annuelle observée sur la station météorologique la plus proche, située sur la commune de Tillé à 12 km à vol d'oiseau, est de 11,0 °C et le cumul annuel moyen de précipitations est de 655,5 mm,. Pour l'avenir, les paramètres climatiques de la commune estimés pour 2050 selon différents scénarios d'émission de gaz à effet de serre sont consultables sur un site dédié publié par Météo-France en novembre 2022.

## Urbanisme

### Typologie
Au 1er janvier 2024, Auchy-la-Montagne est catégorisée commune rurale à habitat dispersé, selon la nouvelle grille communale de densité à sept niveaux définie par l'Insee en 2022.
Elle est située hors unité urbaine. Par ailleurs la commune fait partie de l'aire d'attraction de Beauvais, dont elle est une commune de la couronne,. Cette aire, qui regroupe 162 communes, est catégorisée dans les aires de 50 000 à moins de 200 000 habitants,.

### Occupation des sols
L'occupation des sols de la commune, telle qu'elle ressort de la base de données européenne d'occupation biophysique des sols Corine Land Cover (CLC), est marquée par l'importance des territoires agricoles (94,6 % en 2018), une proportion sensiblement équivalente à celle de 1990 (95 %). La répartition détaillée en 2018 est la suivante : 
terres arables (89,4 %), prairies (5,2 %), zones urbanisées (4,7 %), forêts (0,7 %). L'évolution de l'occupation des sols de la commune et de ses infrastructures peut être observée sur les différentes représentations cartographiques du territoire : la carte de Cassini (XVIIIe siècle), la carte d'état-major (1820-1866) et les cartes ou photos aériennes de l'IGN pour la période actuelle (1950 à aujourd'hui).

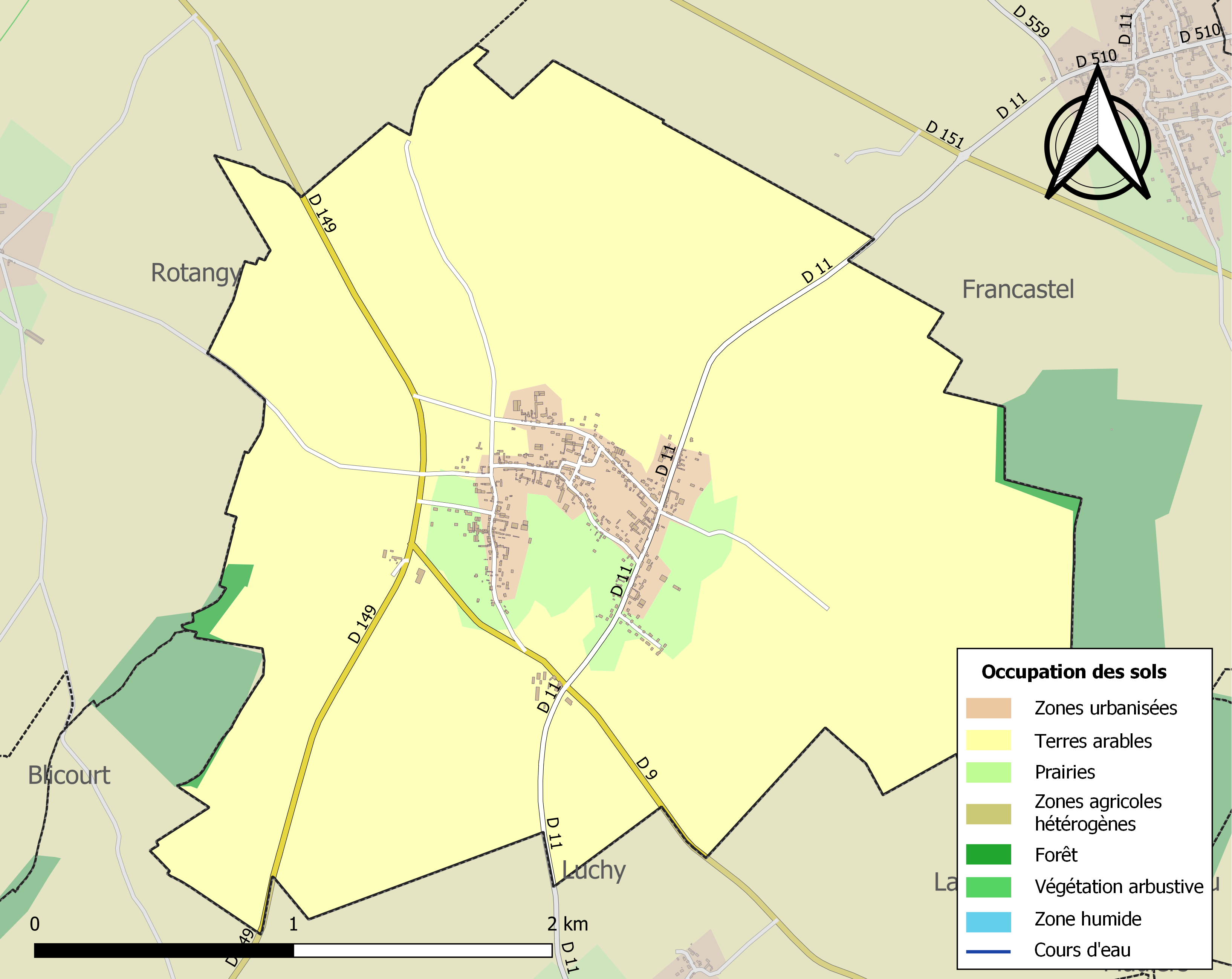
Carte des infrastructures et de l'occupation des sols de la commune en 2018 (CLC).

### Habitat et logement
En 2018, le nombre total de logements dans la commune était de 236, alors qu'il était de 202 en 2013 et de 185 en 2008.
Parmi ces logements, 93,8 % étaient des résidences principales, 4 % des résidences secondaires et 2,2 % des logements vacants. Ces logements étaient pour 95,9 % d'entre eux des maisons individuelles et pour 3,6 % des appartements.
Le tableau ci-dessous présente la typologie des logements à Auchy-la-Montagne en 2018 en comparaison avec celle de l'Oise et de la France entière. Une caractéristique marquante du parc de logements est ainsi une proportion de résidences secondaires et logements occasionnels (4 %) supérieure à celle du département (2,5 %) et à celle de la France entière (9,7 %). Concernant le statut d'occupation de ces logements, 79,7 % des habitants de la commune sont propriétaires de leur logement (82,4 % en 2013), contre 61,4 % pour l'Oise et 57,5 pour la France entière.
| Typologie                                               | Auchy-la-Montagne | Oise | France entière |
| ------------------------------------------------------- | ----------------- | ---- | -------------- |
| Résidences principales (en %)                           | 93,8              | 90,4 | 82,1           |
| Résidences secondaires et logements occasionnels (en %) | 4                 | 2,5  | 9,7            |
| Logements vacants (en %)                                | 2,2               | 7,1  | 8,2            |

### Voies de communication et transports
La commune est desservie, en 2023, par la ligne 531 et des lignes scolaires du réseau Corolis ainsi que par le service de transport à la demande Corolis à la demande - Zone nord. Elle est également desservie par les lignes 615, 616 et 6103 du réseau interurbain de l'Oise.

## Toponymie
Le nom de la localité est attesté sous les formes Giroldus de Auchiaco (1146) ; Arnulphus de Auchiaco (XIIe) ; Auchy. (1218) ; Aucium montana (vers 1230) ; Auchi (vers 1270) ; Auchiacum sancti Eligii (1270) ; Auchi in montana (1270) ; je miles dauchi (1273) ; Auchy empres le franc castel (1406) ; Auciacum (1439) ; Auchi saint Éloi (XVe) ; Auchy proche Francastel (XVe) ; Auchy en la montaigne (1511) ; Auchy la Montaigne (1614) ; Auchy-la-Montagne (1667).
Louis Graves indique que « l'épithète ajoutée au nom de la commune est tirée de la nomenclature ecclésiastique, et signifie, non pas que le territoire est montueux , mais que la paroisse était comprise dans le doyenné de Montagne ».

## Histoire
Louis de Villiers de L'Isle-Adam, évêque de Beauvais, donne en 1520 à son chapitre cathédral la seigneurie et la justice d'Auchy, qu'il avait acquises de Marie de Riencourt et du collège de Montagu à Paris.
En 1836, on indiquait que la commune  comptait « trois moulins à vent. Quelques habitans filent alors de la laine, mais le plus grand nombre est occupé à la culture du territoire qui est très morcellé ».

## Politique et administration

### Rattachements administratifs et électoraux
La commune se trouve dans l'arrondissement de Beauvais du département de l'Oise. Pour l'élection des députés, elle fait partie de la première circonscription de l'Oise.
Elle faisait partie depuis 1801 du canton de Crèvecœur-le-Grand. Dans le cadre du redécoupage cantonal de 2014 en France, la commune rejoint le canton de Saint-Just-en-Chaussée.

### Intercommunalité
La commune faisait partie de la communauté de communes de Crèvecœur-le-Grand Pays Picard A16 Haute Vallée de la Celle créée fin 1992.
Dans le cadre des dispositions de la loi portant nouvelle organisation territoriale de la République (Loi NOTRe) du 7 août 2015, qui prévoit que les établissements publics de coopération intercommunale (EPCI) à fiscalité propre doivent avoir un minimum de 15 000 habitants, le préfet de l'Oise a publié en octobre 2015 un projet de nouveau schéma départemental de coopération intercommunale, qui prévoit la fusion de plusieurs intercommunalités, et notamment celle de Crèvecœur-le-Grand (CCC) et celle des Vallées de la Brèche et de la Noye (CCVBN), soit une intercommunalité de 61 communes pour une population totale de 27 196 habitants.
Après avis favorable de la majorité des conseils communautaires et municipaux concernés(et malgré les souhaits de la commune, qui aurait souhaité être rattachée à la communauté d'agglomération du Beauvaisis), cette intercommunalité dénommée communauté de communes de l'Oise picarde (CCOP)  est créée au 1er janvier 2017 et comprend la commune.
Toutefois, la commune et huit autres issues de l'ex-CCC, qui font partie de l'aire urbaine de Beauvais, protestent contre leur intégration au sein de la CCOP, et demandent leur rattachement à la communauté d'agglomération du Beauvaisis (CAB), en soulignant leur proximité territoriale avec la ville préfecture, et afin de voir leurs administrés profiter des équipements et des projets portés par la CAB tout en évitant une forte augmentation de leur fiscalité locale liée à l'harmonisation des taux de ces impôts entre l'ex-CCC et l'ex-CCVBN.
Au terme de ce processus, la commune intègre le 1er janvier 2018 la communauté d'agglomération du Beauvaisis, la portant ainsi à 53 communes.

### Liste des maires
| Période                                  | Période                       | Identité                  | Étiquette | Qualité                         |
| ---------------------------------------- | ----------------------------- | ------------------------- | --------- | ------------------------------- |
| Les données manquantes sont à compléter. |                               |                           |           |                                 |
| vers 1800                                | avant 1821                    | Jean-François Éloi Leroux |           |                                 |
| Les données manquantes sont à compléter. |                               |                           |           |                                 |
| avant 1988                               | 1989                          | André Leroux              |           |                                 |
| 1989                                     |                               | Jean-Marie Louvet         | DVD       |                                 |
| Les données manquantes sont à compléter. |                               |                           |           |                                 |
| mars 2001                                | En cours (au 29 octobre 2021) | Alain Rousselle           | DVD       | Réélu pour le mandat 2020-2026, |

### Politique de développement durable
Le projet de parc éolien du Moulin-Malinot, mené par l'entreprise Ostwind fait l'objet d'une enquête publique en 2021. Il comprendrait onze mats situés à Francastel, Viefvillers, Rotangy et Auchy-la-Montagne, mais suscite des oppositions locales menées notamment par l'association Eolienne60, qui estime leur nombre excessif dans le nord-Beauvaisis.

## Équipements et services publics

### Enseignement
Les enfants de la commune sont scolarisés au sein du regroupement pédagogique intercommunal (RPI) qui regroupe Auchy-la-Montagne et Luchy.
En 2011, ce RPI comprenait cinq classes, et la commune faisait part de son intention de construire un nouveau groupe scolaire de quatre classes.

## Population et société

### Démographie

#### Évolution démographique
L'évolution du nombre d'habitants est connue à travers les recensements de la population effectués dans la commune depuis 1793. Pour les communes de moins de 10 000 habitants, une enquête de recensement portant sur toute la population est réalisée tous les cinq ans, les populations de référence des années intermédiaires étant quant à elles estimées par interpolation ou extrapolation. Pour la commune, le premier recensement exhaustif entrant dans le cadre du nouveau dispositif a été réalisé en 2006.

En 2022, la commune comptait 561 habitants, en évolution de −2,6 % par rapport à 2016 (Oise : +0,87 %, France hors Mayotte : +2,11 %).
| 1793 | 1800 | 1806 | 1821 | 1831 | 1836 | 1841 | 1846 | 1851 |
| ---- | ---- | ---- | ---- | ---- | ---- | ---- | ---- | ---- |
| 695  | 670  | 716  | 656  | 721  | 678  | 610  | 621  | 603  |

| 1856 | 1861 | 1866 | 1872 | 1876 | 1881 | 1886 | 1891 | 1896 |
| ---- | ---- | ---- | ---- | ---- | ---- | ---- | ---- | ---- |
| 554  | 571  | 514  | 477  | 453  | 428  | 424  | 408  | 406  |

| 1901 | 1906 | 1911 | 1921 | 1926 | 1931 | 1936 | 1946 | 1954 |
| ---- | ---- | ---- | ---- | ---- | ---- | ---- | ---- | ---- |
| 370  | 358  | 331  | 296  | 257  | 267  | 247  | 280  | 281  |

| 1962 | 1968 | 1975 | 1982 | 1990 | 1999 | 2006 | 2011 | 2016 |
| ---- | ---- | ---- | ---- | ---- | ---- | ---- | ---- | ---- |
| 245  | 256  | 263  | 280  | 385  | 439  | 469  | 515  | 576  |

| 2021 | 2022 | - | - | - | - | - | - | - |
| ---- | ---- | - | - | - | - | - | - | - |
| 569  | 561  | - | - | - | - | - | - | - |

#### Pyramide des âges
La population de la commune est relativement jeune.
En 2018, le taux de personnes d'un âge inférieur à 30 ans s'élève à 41,2 %, soit au-dessus de la moyenne départementale (37,3 %). À l'inverse, le taux de personnes d'âge supérieur à 60 ans est de 18,2 % la même année, alors qu'il est de 22,8 % au niveau départemental.
En 2018, la commune comptait 314 hommes pour 276 femmes, soit un taux de 53,22 % d'hommes, largement supérieur au taux départemental (48,89 %).
Les pyramides des âges de la commune et du département s'établissent comme suit.
| Hommes | Classe d’âge | Femmes |
| ------ | ------------ | ------ |
| 0,0    | 90 ou +      | 0,8    |
| 4,8    | 75-89 ans    | 4,7    |
| 13,2   | 60-74 ans    | 13,0   |
| 19,1   | 45-59 ans    | 19,3   |
| 19,7   | 30-44 ans    | 23,3   |
| 21,3   | 15-29 ans    | 15,1   |
| 21,9   | 0-14 ans     | 23,7   |

| Hommes | Classe d’âge | Femmes |
| ------ | ------------ | ------ |
| 0,5    | 90 ou +      | 1,4    |
| 5,5    | 75-89 ans    | 7,6    |
| 15,6   | 60-74 ans    | 16,3   |
| 20,8   | 45-59 ans    | 20     |
| 19,4   | 30-44 ans    | 19,4   |
| 17,6   | 15-29 ans    | 16,2   |
| 20,6   | 0-14 ans     | 19,1   |

## Économie
L'activité dominante du village est l'agriculture.
Il ne dispose plus en 2021 de commerces de proximité, mais un projet de réouverture d'un ancien café est engagé par ses propriétaires avec le soutien municipal

## Culture locale et patrimoine

### Lieux et monuments

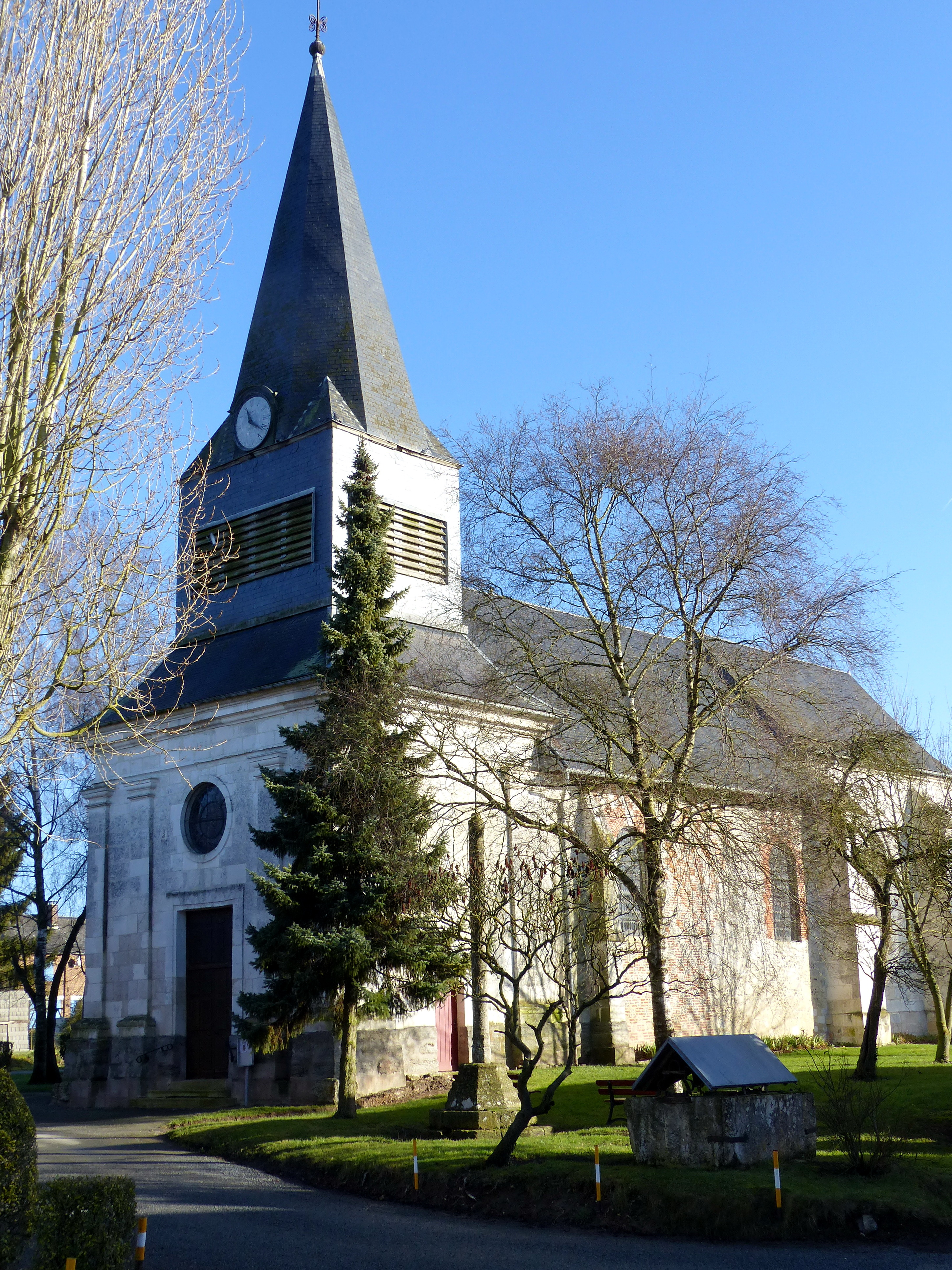
L'église Saint-Éloi.

- La Forge d'Auchy-la-Montagne, installée dans un ensemble picard à pans de bois et torchis datant de 1765, où un artisan forgeron serrurier exerce son métier suivant les traditions des arts du feu[36].
- L'église Saint-Éloi, très remaniée et dont le portail date de 1789, mais le chœur du XIIIe siècle. Le clocher, daté également de 1789, massif et construit en pierres appareillées avec soin, est un parfait exemple du style Louis XVI,
Elle contient une statue en bois de saint Roch datant de 1767[37],[38].

- Château de 1760.

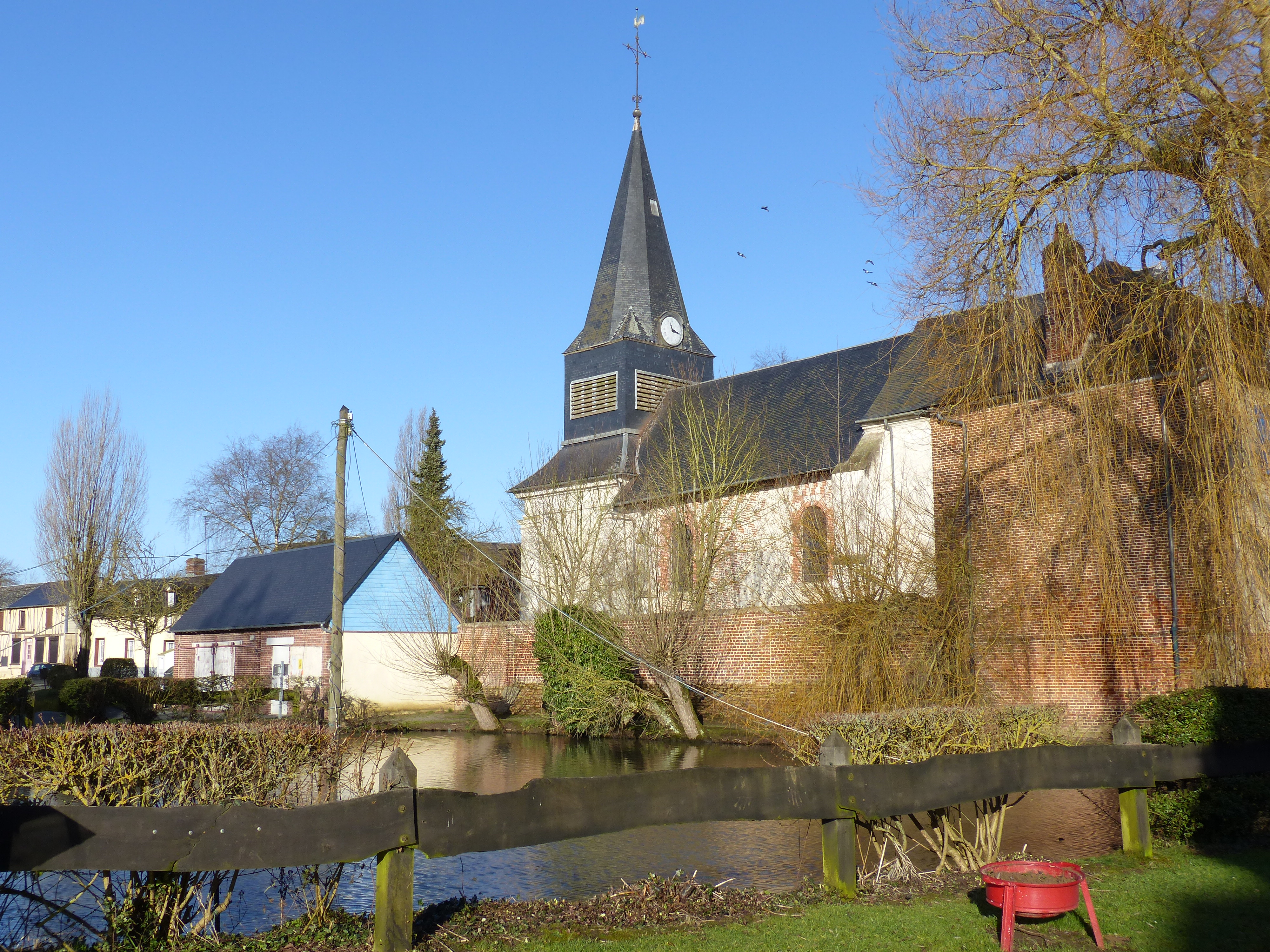
La mare et l'église Saint-Éloi.
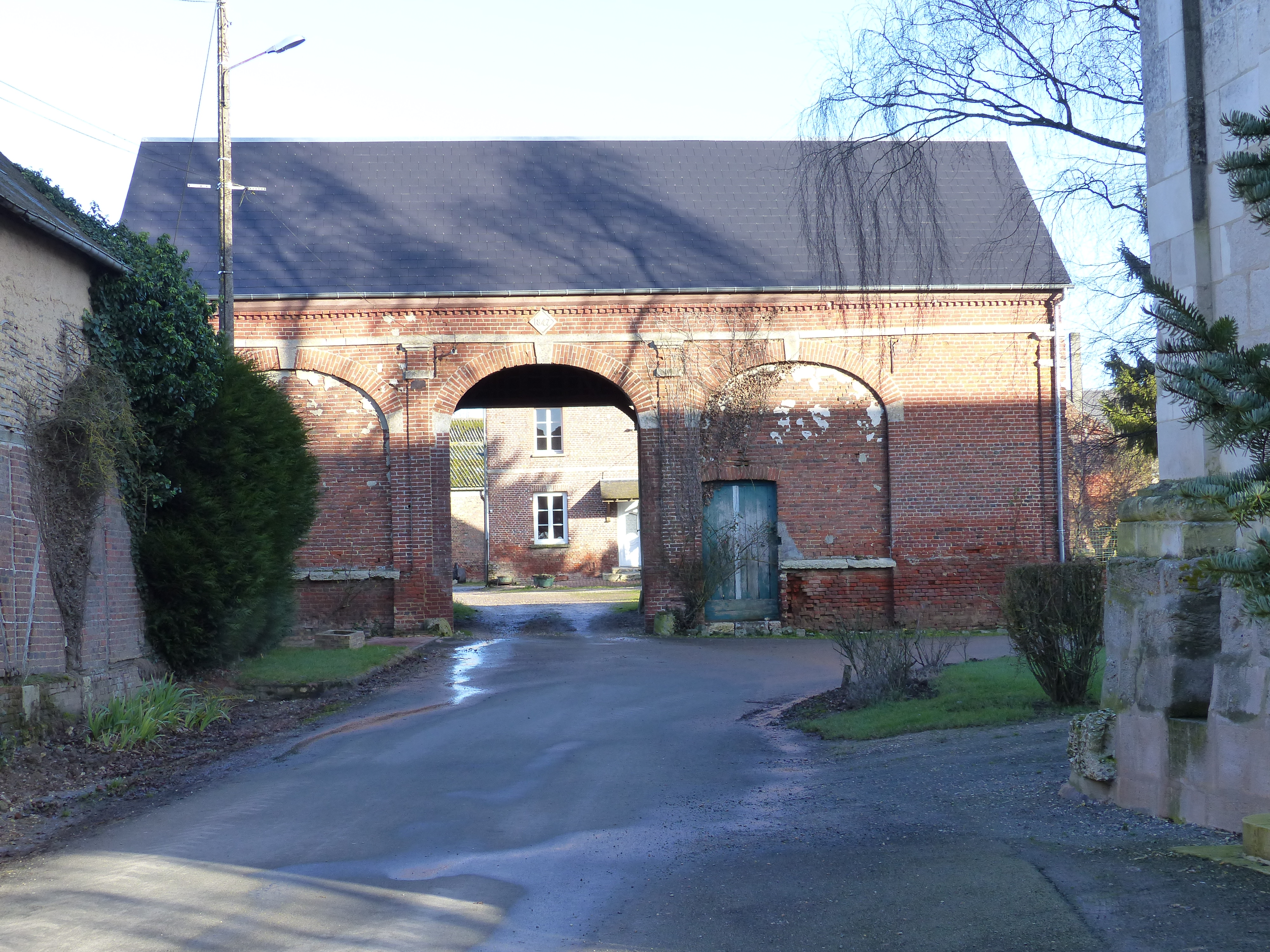
Grange du XIXe siècle en brique, sur le côté de l'église.

### Personnalités liées à la commune
- Désiré Bouteille (1880-1940), homme politique.